# ایران در بازی‌های آسیایی ۱۹۵۱
ایران، به مانند ۱۱ کشور دیگر آسیایی، در اولین دوره بازی‌های آسیایی که طی روزهای ۱۴ اسفند ۱۳۲۹ تا ۲۱ اسفند ۱۳۲۹، در شهر دهلی نو کشور هندوستان، برگزار می‌شد، با ۴۹ شرکت‌کننده در ۷ رشته ورزشی، که همگی آقا بودند شرکت کرد. پرچمدار ایران در این بازی‌ها، محمود نامجو بود. این کشور با کسب هشت مدال طلا، شش مدال نقره و دو مدال برنز و در مجموع ۱۶ مدال، با رتبه سوم این بازی‌ها، به کار خود پایان داد.

## شرکت کنندگان
| رشته ورزشی         | آقایان | بانوان | مجموع |
| ------------------ | ------ | ------ | ----- |
| ورزش‌های آبی، شیرجه | ۲      |        | ۲     |
| ورزش‌های آبی، شنا   | ۲      |        | ۲     |
| ورزش‌های قهرمانی    | ۸      |        | ۸     |
| بسکتبال            | ۱۰     |        | ۱۰    |
| دوچرخه‌سواری، جاده  | ۱      |        | ۱     |
| دوچرخه‌سواری، پیست  | ۱      |        | ۱     |
| فوتبال             | ۱۷     |        | ۱۷    |
| وزنه‌برداری         | ۱۱     |        | ۱۱    |
| مجموع              | ۴۹     | ۰      | ۴۹    |

## خلاصه مدال‌ها

### جدول مدال‌ها
| رشته ورزشی         | طلا | نقره | برنز | مجموع |
| ورزش‌های آبی، شیرجه |     | ۱    | ۱    | ۲     |
| ورزش‌های قهرمانی    | ۱   | ۱    |      | ۲     |
| بسکتبال            |     |      | ۱    | ۱     |
| فوتبال             |     | ۱    |      | ۱     |
| وزنه‌برداری         | ۷   | ۳    |      | ۱۰    |
| مجموع              | ۸   | ۶    | ۲    | ۱۶    |

### مدال‌آوران
| مدال | نام | ورزش             | رویداد                    |
| ---- | --- | ---------------- | ------------------------- |
| طلا  | علی باغبان‌باشی | Athletics        | Men's 5000 m              |
| طلا  | محمود نامجوی | Weightlifting    | Men's 56 kg               |
| طلا  | جعفر سلماسی | Weightlifting    | Men's 60 kg               |
| طلا  | امیرحسن فردوس | Weightlifting    | Men's 67.5 kg             |
| طلا  | فیروز پژهان | Weightlifting    | Men's 75 kg               |
| طلا  | محمدحسن رهنوردی | Weightlifting    | Men's 82.5 kg             |
| طلا  | رسول رئیسی | Weightlifting    | Men's 90 kg               |
| طلا  | لئون کورکچیان | Weightlifting    | Men's +90 kg              |
| نقره | تقی عسگری | Aquatics, Diving | Men's 10 m platform       |
| نقره | علی باغبان‌باشی | Athletics        | Men's 3000 m steeplechase |
| نقره | امیر آقاحسینی قربان‌علی تاری امیر عراقی عارف قلی‌زاده مهدی نصیراوغلو نادر افشارنادری حسین فکری منصور حاجیان محمود بیاتی محسن آزاد نادر افشارعلوی‌نژاد پرویز کوزه‌کنانی ژرژ مارکاریان مهدی‌قلی مسعودانصاری امیرمسعود برومند حسین سرودی محمود شکیبی | فوتبال           | مردان                     |
| نقره | علی میرزایی | Weightlifting    | Men's 56 kg               |
| نقره | جلال منصوری | Weightlifting    | Men's 75 kg               |
| نقره | احمد هوشنگ اردوبادی | Weightlifting    | Men's +90 kg              |
| برنز | تقی عسگری | Aquatics, Diving | Men's 3 m springboard     |
| برنز | حسین سرودی کمال مشحون عليرضا اوشار رضا معصومی ماشاالله صفی‌یار کامبیز مخبری ابوالفضل صلبی حسین صعودی‌پور حسین رضی حسن خالق‌پور | بسکتبال          | مردان                     |